# لوك فليتشير
لوك فليتشير (18 سبتمبر 1988 في المملكة المتحدة - ) (بالإنجليزية: Luke Fletcher)‏ هو لاعب كريكت بريطاني. لعب مع نادي مقاطعة ديربيشاير للكريكت ‏ ونادي مقاطعة سري للكريكت ‏ ونادي مقاطعة نوتنغهامشير للكريكت ‏ وWellington cricket team ‏.

## وصلات خارجية
- لوك فليتشير على موقع إي آس بي آن كريك إنفو (الإنجليزية)